# カーソン・ベンジ
カーソン・グラント・ベンジ（Carson Grant Benge, 2003年1月20日 - ）は、アメリカ合衆国オクラホマ州オクラホマシティ出身のプロ野球選手（外野手）。右投左打。MLBのニューヨーク・メッツ傘下所属。

## 経歴

### プロ入り前
高校時代から投手と外野手を兼任する二刀流として活躍した。
オクラホマ州立大学に進学後の2022年に右肘のトミー・ジョン手術を受けた。

### プロ入りとメッツ傘下時代
2024年のMLBドラフト1巡目（全体19位）でニューヨーク・メッツから指名されプロ入り。契約金は400万ドル。プロ入り後は外野手に専念することを発表した。傘下のA級セントルーシー・メッツでプロデビューし、15試合に出場して打率.273、2本塁打、8打点を記録した。